# Уестчестър (окръг)
Вижте пояснителната страница за други значения на Уестчестър.
Уестчестър (на английски: Westchester в превод „Западен Честър“) е окръг в щата Ню Йорк, САЩ. Уестчестър влиза в състава на Нюйоркския метрополен район и е с население от 923 459 жители (2000) и обща площ от 1295 км² (500 мили²). На юг Уестчестър граничи с окръг Бронкс, който е и един от 5-те административни района на град Ню Йорк.

## Население
Население през годините:
- 1900—184 257
- 1910—283 055
- 1920—344 436
- 1930—520 947
- 1940—573 558
- 1950—625 816
- 1960—808 891
- 1970—894 104
- 1980—866 599
- 1990—874 866
- 2000—923 459